# Movimento ecclesiale di impegno culturale
Il Movimento ecclesiale di impegno culturale, indicato con l'acronimo MEIC, è l'associazione cattolica laicale erede del Movimento laureati di azione cattolica fondato nel 1932. È stato uno dei capisaldi della formazione degli intellettuali cattolici italiani del Novecento ed ancora oggi è attivo nella formazione alla politica ed alla responsabilità civile ed ecclesiale delle coscienze dei docenti e dei professionisti cattolici.
Attualmente si configura come movimento esterno dell'Azione Cattolica, la più antica, ampia e diffusa tra le associazioni cattoliche laicali d'Italia, alla quale è legato per storia e cultura e della quale vuole essere voce e riferimento nel mondo della cultura, nel mondo accademico e delle professioni.
Secondo il dettato dello Statuto, il MEIC si caratterizza anzitutto per "impegno culturale di ricerca e di discernimento critico nonché di attenzione alle istanze storiche socialmente più rilevanti, per collaborare a una mediazione coerente tra fede e storia". Fu membro fondatore e oggi è tra le aggregazioni più vivaci di Pax Romana ICMICA, associazione internazionale di professionisti ed intellettuali cattolici a cui aderiscono federazioni locali, gruppi ed individui, fondata a Roma nel 1947.

## Storia

Giovanni Battista Montini (papa Paolo VI)

Il movimento venne fondato nel 1932-1933 con il nome di Movimento laureati di Azione cattolica, ad opera di Igino Righetti (già presidente nazionale della FUCI) e con il decisivo impulso di Giovanni Battista Montini (futuro papa Paolo VI) per salvaguardare e perfezionare la formazione ricevuta dai giovani universitari cattolici nelle file della FUCI. Nei suoi primi anni si adoperò in una disputa ideologica con il fascismo e le sue istituzioni. E fu richiesta la sua soppressione da parte dei giornali fascisti perché, si diceva, queste organizzazioni erano dirette dagli antichi leader del Partito Popolare. Ad esso appartenevano i laureati del noto gruppo di cattolici, tra cui ad esempio Aldo Moro, che si riunì a Camaldoli per scrivere proposte per la ricostruzione dell'Italia note come il Codice di Camaldoli. Negli anni il Movimento è stato protagonista della storia ecclesiale e civile del Paese, un punto di riferimento fondamentale per il mondo culturale cattolico, “un'avanguardia missionaria per il mondo della cultura e delle professioni” (Giovanni Paolo II). Le sue iniziative sono state veicolo della cultura e della teologia europea in Italia ed il Movimento è stato soprattutto un serbatoio fondamentale per la «classe dirigente» cattolica alla guida dell'Italia. Basti pensare che tra le sue file si sono formati, tra gli altri, politici del calibro di Aldo Moro, Giulio Andreotti, Giuseppe Lazzati, Giorgio La Pira, Giuseppe Dossetti. Più di recente, anche il ministro della Salute, Renato Balduzzi, è stato presidente del Meic.
L'attuale denominazione risale al 1980.

## Struttura
Il movimento ha un'articolazione organizzativa che si sviluppa su quattro livelli: ambito locale, diocesano, regionale e nazionale.
Coscienza è la rivista bimestrale del MEIC.

## Personalità significative
Possono citarsi alcuni dei nomi più famosi di quella parte significativa del ceto intellettuale, politico ed ecclesiale italiano che ha avuto prima nella FUCI e poi nel Movimento laureati cattolici la propria formazione spirituale e culturale:
Personalità della cultura
Luigi Accattoli, Giorgio Armillei, Teresa Bartolomei, Franco Bassanini, Giovanni Benzoni, Giovanni Bianco, Alberto Bobbio, Vittore Branca, Stefano Brogi, Vincenzo Cappelletti, Francesco Paolo Casavola, Giorgio Campanini, Sandro M.Campanini, Stefano Ceccanti, Roberto Cipriani, Giuseppe Croce, Marco Demarie, Luca Diotallevi, Leopoldo Elia, Nuccio Fava, Francesco Luigi Ferrari, Piergiorgio Frassati, Pietro Giordano, Paolo Giuntella, Giovanni Guzzetta, Marco Ivaldo, Sandro Magister, Alberto Marvelli, Carlo Alfredo Moro, Michele Nicoletti, Fabrizio Onida, Valerio Onida, Enrico Peyretti, Igino Righetti, Marco Rizzi, Luca Rolandi, Gianluca Salvatori, Salvatore Vassallo.
Politici
Giulio Andreotti, Franco Marini, Franco Bassanini, Gerardo Bianco, Francesco Cossiga, Amintore Fanfani, Guido Gonella, Raniero La Valle, Angelo Mauri, Aldo Moro, Adriano Ossicini, Giuseppe Pisanu, Romano Prodi, Oscar Luigi Scalfaro, Giuseppe Spataro, Paolo Emilio Taviani, Giorgio Tonini, Benigno Zaccagnini, Giorgio La Pira, Vito Lattanzio.
Religiosi
Card. Angelo Bagnasco, card. Achille Silvestrini, card. Ersilio Tonini, mons. Luigi Bettazzi, mons. Lorenzo Chiarinelli, mons. Franco Costa, mons. Emilio Guano, mons. Mario Russotto, mons. Antonio Staglianò, mons. Antonio Zama, P. Enrico di Rovasenda.